# 安德烈·伊瓦什科
安德烈·亞歷山德羅維奇·伊瓦什科（羅馬化：Andrii Oleksandrovych Ivashko；1980年—2022年2月24日），烏克蘭士兵，第58獨立機動化步兵旅第16獨立機動化步兵營成員，軍銜高級中士。他在2022年2月俄羅斯入侵烏克蘭期間身亡，後被追授烏克蘭英雄，獲得金星勳章。

## 生平
伊瓦什科1980年生於烏克蘭中北部蘇梅州克羅萊韋茨。2019年12月6日，在烏克蘭保衛者日之際。他被赫盧希夫區區議會負責人授予聯合文憑。

## 事蹟
伊瓦什科曾在位於奧布洛日基附近的防空部隊服役，該部隊被稱為「赫盧希夫2隊」。2022年2月24日，俄羅斯入侵烏克蘭的第一天，伊瓦什科在火箭發射期間，以自己的生命為代價，親自提供了有關俄軍行動的信息。在赫盧希夫戰役中陣亡。

## 榮譽
烏克蘭總統弗拉基米爾·澤連斯基在2022年3月10日發佈№122/2022號總統令，以伊瓦什科「在捍衛烏克蘭國家主權和領土完整、忠於軍事誓言中表現出的個人勇氣和英雄氣慨」，追授他烏克蘭英雄金星勳章。
- 烏克蘭英雄金星勳章